# Rhinoprora
Rhinoprora là một chi bướm đêm thuộc họ Geometridae.

## Các loài
- Rhinoprora oribates
- Rhinoprora palpata